# Kotma

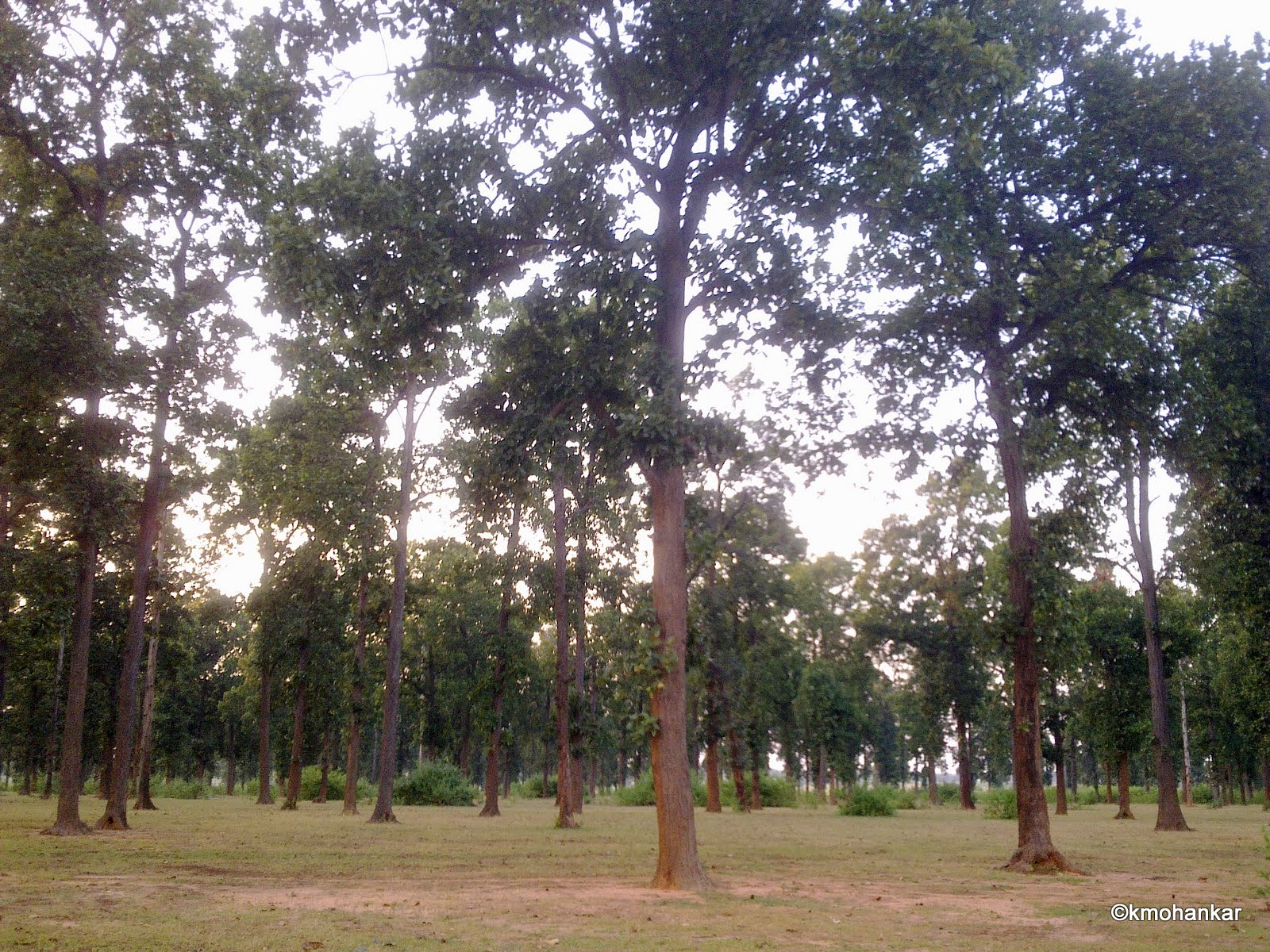
Wald bei Kotma, Anuppur, Indien

Kotma ist eine Stadt im indischen Bundesstaat Madhya Pradesh.
Die Stadt ist Teil des Distrikts Anuppur. Kotma hat den Status eines Municipal Councils. Die Stadt ist in 15 Wards gegliedert. Sie hatte am Stichtag der Volkszählung 2011 29.704 Einwohner, von denen 15.397 Männer und 14.307 Frauen waren. Hindus bilden mit einem Anteil von über 75 % die Mehrheit der Bevölkerung in der Stadt. Die Alphabetisierungsrate lag 2011 bei 82,9 % und damit deutlich über dem nationalen Durchschnitt.